# Sphenomorphus tritaeniatus
Sphenomorphus tritaeniatus — вид сцинкоподібних ящірок родини сцинкових (Scincidae). Ендемік В'єтнаму.

## Поширення і екологія
Sphenomorphus tritaeniatus відомі з кількох місцевостей, розташованих на півночі В'єтнаму. Вони живуть у вологих рівнинних і гірських тропічних лісах.

## Збереження
МСОП класифікує стан збереження цього виду як близький до загрозливого. Sphenomorphus tritaeniatus може загрожувати знищення природного середовища.